# 9634 Vodice
9634 Vodice este o planetă minoră (asteroid), cu un diametru de 6,149 km, din centura de asteroizi. A fost descoperită pe 4 decembrie 1993 la Circolo Culturale Astronomico di Farra d'Isonzo⁠(d) de Circolo Culturale Astronomico di Farra d'Isonzo⁠(d). 
Obiectul prezintă o orbită caracterizată de o semiaxă mare de 3,0897999 UAi, o excentricitate de 0,13, o înclinație de 6,99449 ° în raport cu ecliptica.